# Sagae
Sagae (jap. 寒河江市, -shi) ist eine Stadt in der Präfektur Yamagata in Japan.

## Geographie
Sagae liegt südlich von Shinjō und nordwestlich von Yamagata.

## Geschichte
Die Stadt Sagae wurde am 1. August 1954 gegründet.

## Verkehr
- Straßen:
  - Nationalstraßen 112, 287, 37
- Zug:
  - JR Aterazawa-Linie

## Angrenzende Städte und Gemeinden

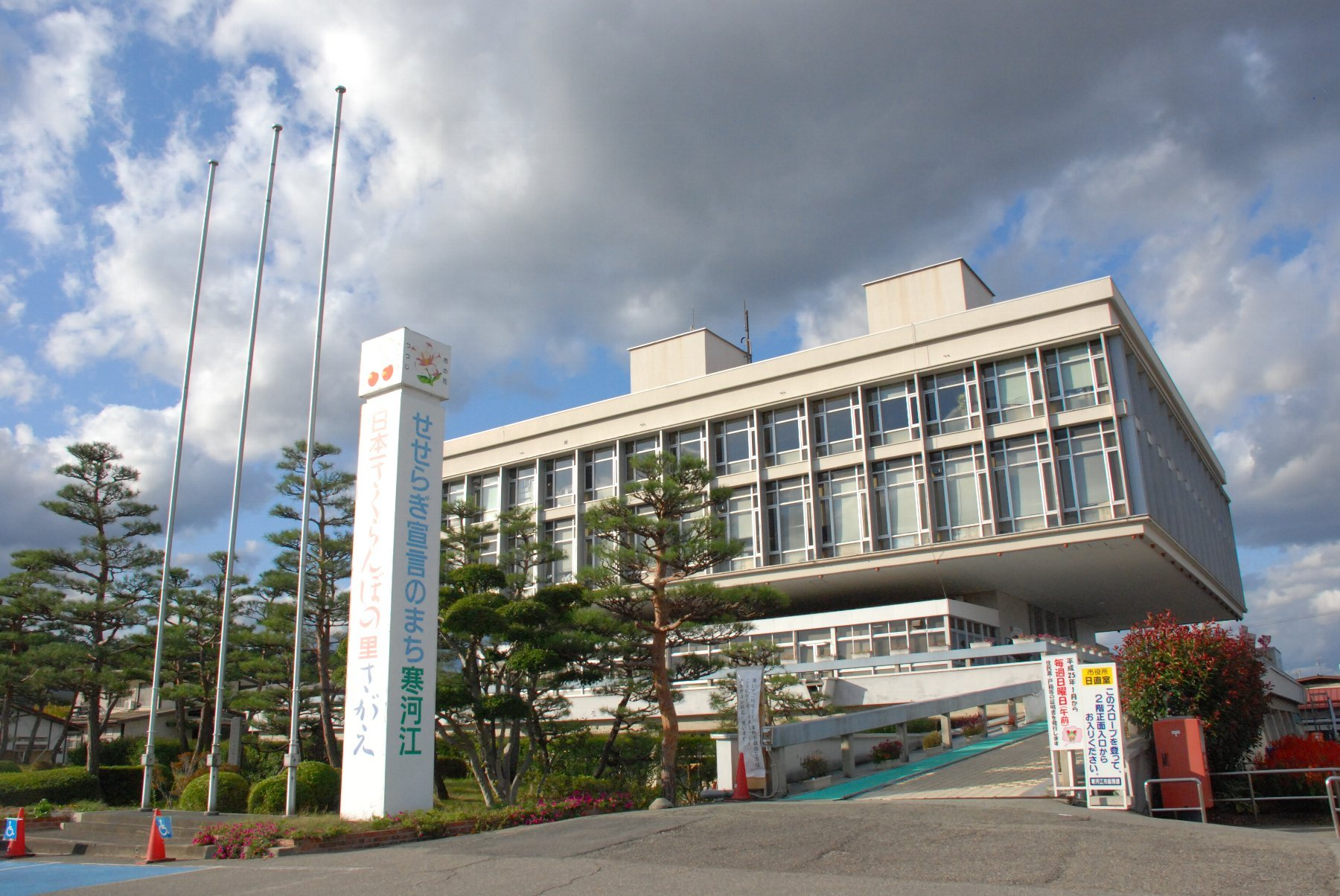
Rathaus

- Tendo
- Murayama

## Städtepartnerschaften
- Giresun, Türkei (seit 1988)

## Persönlichkeiten
- Abiko Tōkichi (1904–1992), Politiker